# Ivan Majeský
Ivan Majeský (né le 2 septembre 1976 à Banská Bystrica en Tchécoslovaquie) est un joueur professionnel slovaque de hockey sur glace Il évolue au poste de défenseur.

## Biographie

### Carrière en club
En 1995, il commence sa carrière dans le championnat de Slovaquie pour le HC Banská Bystrica. Il évolue dans la SM-Liiga avec l'Ilves Tampere lorsqu'il est choisi au cours du repêchage d'entrée dans la LNH 2001 par les Panthers de la Floride en neuvième ronde en 267e position. Un an plus tard, il débute alors dans la Ligue nationale de hockey. Il a porté les couleurs des Thrashers d'Atlanta et des Capitals de Washington dans la LNH.

### Carrière internationale
Il représente l'équipe de Slovaquie au niveau international. Il a participé à plusieurs éditions du championnat du monde ainsi qu'aux Jeux Olympiques de 2002 et 2006. Il est médaillé de bronze au championnat du monde 2003.

## Statistiques

### En club
| Saison     | Équipe                 | Ligue      |     | Saison régulière | Saison régulière | Saison régulière | Saison régulière | Saison régulière |    | Séries éliminatoires | Séries éliminatoires | Séries éliminatoires | Séries éliminatoires | Séries éliminatoires |
| Saison     | Équipe                 | Ligue      | PJ  | B                | A                | Pts              | Pun              | PJ               | B  | A                    | Pts                  | Pun                  |                      |                      |
| 1995-1996  | HC Banská Bystrica     | Extraliga  | 17  | 0                | 0                | 0                | 18               |                  |    |                      |                      |                      |                      |                      |
| 1996-1997  | HC Banská Bystrica     | Extraliga  | 49  | 2                | 4                | 6                |                  |                  |    |                      |                      |                      |                      |                      |
| 1997-1998  | HC Banská Bystrica     | 1.liga     | 48  | 7                | 7                | 14               | 68               |                  |    |                      |                      |                      |                      |                      |
| 1998-1999  | HC Banská Bystrica     | Extraliga  | 48  | 7                | 7                | 14               | 68               |                  |    |                      |                      |                      |                      |                      |
| 1998-1999  | HKm Zvolen             | Extraliga  |     |                  |                  |                  |                  | 6                | 0  | 2                    | 2                    | 2                    |                      |                      |
| 1999-2000  | HKm Zvolen             | Extraliga  | 61  | 7                | 9                | 16               | 68               | 10               | 0  | 4                    | 4                    | 2                    |                      |                      |
| 2000-2001  | Ilves Tampere          | SM-liiga   | 54  | 2                | 14               | 16               | 99               | 9                | 0  | 1                    | 1                    | 6                    |                      |                      |
| 2001-2002  | Ilves Tampere          | SM-liiga   | 44  | 6                | 6                | 12               | 84               | --               | -- | --                   | --                   | --                   |                      |                      |
| 2002-2003  | Panthers de la Floride | LNH        | 82  | 4                | 8                | 12               | 92               | --               | -- | --                   | --                   | --                   |                      |                      |
| 2003-2004  | Thrashers d'Atlanta    | LNH        | 63  | 3                | 7                | 10               | 76               | --               | -- | --                   | --                   | --                   |                      |                      |
| 2004-2005  | HC Sparta Prague       | Extraliga  | 28  | 2                | 6                | 8                | 40               | 5                | 2  | 1                    | 3                    | 6                    |                      |                      |
| 2005-2006  | Capitals de Washington | LNH        | 57  | 1                | 8                | 9                | 66               | --               | -- | --                   | --                   | --                   |                      |                      |
| 2006-2007  | Kärpät Oulu            | SM-liiga   | 12  | 2                | 4                | 6                | 18               | --               | -- | --                   | --                   | --                   |                      |                      |
| 2006-2007  | Linköpings HC          | Elitserien | 46  | 0                | 2                | 2                | 83               |                  |    |                      |                      |                      |                      |                      |
| 2007-2008  | Kärpät Oulu            | SM-liiga   | 12  | 1                | 1                | 2                | 6                |                  |    |                      |                      |                      |                      |                      |
| 2007-2008  | Linköpings HC          | Elitserien | 44  | 2                | 6                | 8                | 60               | 16               | 0  | 1                    | 1                    | 34                   |                      |                      |
| 2008-2009  | HIFK                   | SM-liiga   | 5   | 0                | 3                | 3                | 6                | --               | -- | --                   | --                   | --                   |                      |                      |
| 2008-2009  | Linköpings HC          | Elitserien | 40  | 1                | 8                | 9                | 54               | 5                | 0  | 0                    | 0                    | 4                    |                      |                      |
| 2009-2010  | HC Kladno              | Extraliga  | 7   | 2                | 2                | 4                | 16               |                  |    |                      |                      |                      |                      |                      |
| 2009-2010  | Skellefteå AIK         | Elitserien | 53  | 3                | 12               | 15               | 76               | 12               | 1  | 5                    | 6                    | 16                   |                      |                      |
| 2010-2011  | Skellefteå AIK         | Elitserien | 44  | 1                | 8                | 9                | 28               | 16               | 0  | 3                    | 3                    | 24                   |                      |                      |
| 2011-2012  | HC Kladno              | Extraliga  | 20  | 1                | 8                | 9                | 20               | -                | -  | -                    | -                    | -                    |                      |                      |
| 2011-2012  | Linköpings HC          | Elitserien | 22  | 0                | 3                | 3                | 18               | -                | -  | -                    | -                    | -                    |                      |                      |
| 2012-2013  | HC Kladno              | Extraliga  | 36  | 1                | 5                | 6                | 52               | -                | -  | -                    | -                    | -                    |                      |                      |
| 2012-2013  | Jokerit                | SM-liiga   | 18  | 1                | 2                | 3                | 18               | 6                | 0  | 1                    | 1                    | 8                    |                      |                      |
| 2013-2014  | HC Kladno              | Extraliga  | 31  | 0                | 6                | 6                | 38               | -                | -  | -                    | -                    | -                    |                      |                      |
| 2014-2015  | HC Olomouc             | Extraliga  | 42  | 3                | 5                | 8                | 139              | -                | -  | -                    | -                    | -                    |                      |                      |
| 2015-2016  | HC Banská Bystrica     | Extraliga  | 6   | 0                | 0                | 0                | 2                | -                | -  | -                    | -                    | -                    |                      |                      |
| Totaux LNH | Totaux LNH             | Totaux LNH | 202 | 8                | 23               | 31               | 234              | -                | -  | -                    | -                    | -                    |                      |                      |